# Towarzystwo Miłośników Lwowa i Kresów Południowo-Wschodnich
Towarzystwo Miłośników Lwowa i Kresów Południowo-Wschodnich (TMLiKP-W) – polska pozarządowa organizacja społeczno-kulturalna z siedzibą we Wrocławiu. Do głównych celów i zadań Stowarzyszenia należy zbieranie i propagowanie wiedzy o Lwowie i południowej części dawnych Kresów Wschodnich II RP.

## Historia
Pierwotnie działalność Towarzystwa Miłośników Lwowa zapoczątkowano we Wrocławiu 22 września 1988. Inicjatorem powstania i pierwszym prezesem był Zdzisław J. Zieliński, lekarz weterynarii i artysta fotografik (ur. w 1929 we Lwowie). 
Stowarzyszenie gromadzi i popularyzuję wiedzę o Lwowie i Kresach. Na terenie Polski Towarzystwo posiada 57 oddziałów i klubów w różnych miastach Polski. Zrzesza zarówno byłych mieszkańców Kresów Wschodnich Rzeczypospolitej i ich potomków, jak i sympatyków. Jednymi z członków założycieli oddziałów Towarzystwa i wieloletnimi działaczami byli Danuta Łomaczewska(Warszawa) i Andrzej Chlipalski (Kraków).
Towarzystwo wydaje szereg publikacji dotyczących Kresów i ich mieszkańców. Prowadzi wiele akcji, nie tylko popularyzujących tematykę kresową, ale i mających na celu ochronę miejsc pamięci oraz niesienie pomocy dla Polaków pozostałych na Wschodzie. Tymi ostatnimi w szczególności zajmuje się specjalnie powołana w tym celu Fundacja Kresowa Semper Fidelis.

## Odznaczenia i wyróżnienia
- 2008: Odznaka Honorowa „Za zasługi dla województwa lubuskiego”[6]
- 2010: Medal Polonia Mater Nostra Est
- 2019: Nagroda honorowa „Świadek Historii” przyznana przez Instytut Pamięci Narodowej[3].
- 2023:  Nagroda Instytutu Pamięci Narodowej „Semper Fidelis”[7]